# María Teresa Lozano Imízcoz
María Teresa Lozano Imízcoz (née le 31 juillet 1946) est une professeure et mathématicienne émérite espagnole. Elle étudie la topologie principalement en trois dimensions. Elle a reçu une médaille de la Société royale mathématique espagnole (RSME) pour sa carrière et en tant que pionnière pour l'implication des femmes dans la recherche mathématique,.

## Biographie
Lozano est née à Pampelune en 1946. En 1969, Imízcoz obtient un diplôme et cinq ans plus tard, elle termine son doctorat en mathématiques à l'Université de Saragosse. Ses travaux postdoctoraux débutent à l'université du Wisconsin, où elle est boursière honoraire. En 1978, elle retourne en Espagne où elle devient professeure à l'université de Saragosse.
En 1990, elle est nommée professeure de géométrie et de topologie. Elle est la première professeure et la première directrice de la Faculté des sciences de son université. Elle est également la première professeure émérite de sa faculté. 

## Adhésions
En 1996, elle devient membre permanente de l’Académie royale des sciences exactes, physiques, chimiques et naturelles de Saragosse. En 2006, elle devient académicien correspondant de l’Académie royale des sciences exactes, physiques et naturelles.
En 2016, elle reçoit la médaille de la Société royale mathématique espagnole (RSME) en reconnaissance de ses 40 années de contribution à la profession mathématique. La citation mentionne son travail de diffusion et ses études avec le professeur Hugh Michael Hilden  et Vicente Montesinos sur la théorie des nœuds et la topologie tridimensionnelle. Les journaux l’ont également mentionnée comme une pionnière en ce qui concerne l’implication des femmes dans la recherche mathématique, .